# Marek Švec
Marek Švec (ur. 17 lutego 1973 w m. Havlíčkův Brod) – czeski zapaśnik walczący w stylu klasycznym. Trzykrotny olimpijczyk. Brązowy medalista z Pekinu 2008, po dyskwalifikacji Äseta Mämbetowa. Ósmy w Atlancie 1996 i osiemnaste w Sydney 2000. Startował w kategorii 90–96 kg.
Czternaście razy brał udział w turnieju mistrzostw świata. Zdobył srebrny medal w 1998 i 2006. Trzykrotnie sięgał po brązowy medal na starego kontynentu; w 2004, 2006 i 2009. W 2000 roku zdobył uniwersyteckie mistrzostwo świata.
- Turniej w Atlancie 1996 - 90 kg

Pokonał Peruwiańczyka Lucio Vásqueza, Mustafe Ramadana z Egiptu i Kubańczyka Reynaldo Peñe. Przegrał z Rozy Rejepowem z Turkmenistanu, Aleksandrem Sidorenko z Białorusi, a w rundzie finałowej z Derrickiem Waldroupem z USA.
- Turniej w Sydney 2000 - 97 kg

Przegrał z Gogi Koguaszwilim z Rosji i Amerykaninem Garrettem Lowneym i odpadł z turnieju.
- Turniej w Pekinie 2008 - 96 kg

Wygrał z Bułgarem Kałojanem Dinczewem i w ćwierćfinale z Gruzinem Ramazem Nozadze. W półfinale przegrał z Rosjaninem Asłanbiekiem Chusztowem i repasażach z Äsetem Mämbetowem z Kazachstanu.